# Segelfri höjd

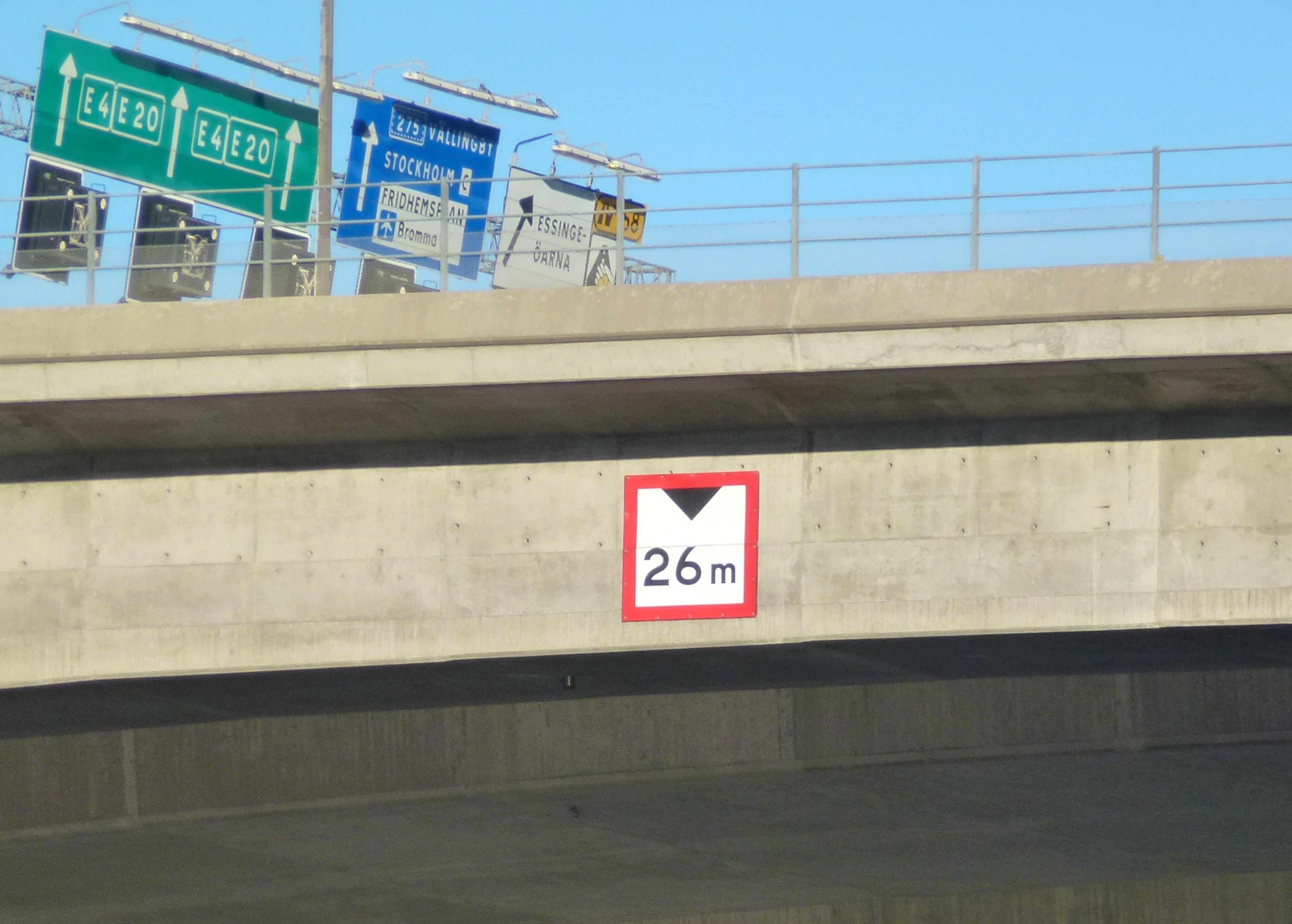
Segelfri höjd är 26 meter, exempel från Gröndalsbron, Essingeleden.

Segelfri höjd är ett avstånd till vattenytan vid ett hinder som anges i sjökort och på upplysningstavlor. I regel anges segelfri höjd för broar, kraftledningar och andra hinder på höjden som korsar en farled eller ett vattenområde som används av fartyg. Syftet är att befälhavaren på ett fartyg ska få information om huruvida det är möjligt att passera under hindret.
Den segelfria höjden utgörs av avståndet mellan medelhögvattenytan och hindret med ett visst tillägg, skyddsavstånd (kraftledningar) respektive säkerhetsmarginal (broar).

## Svenska farvatten
- Kraftledningar anges med ett skyddsavstånd på 1,5–2,75 meter. Avståndet varierar med den maximala spänning som ledningen har.
- Broar över tre meters höjd anges med en säkerhetsmarginal på 0,5–2 meter. Marginalen varierar med den förmodade sjöhävningen i området.
- För broar under tre meters höjd över skyddade vatten anges vanligen istället fri höjd, utgående från medelvattenytan och utan säkerhetsmarginal.[1]